# Jump in My Car
Jump in My Car ist ein Synthpop-Song von C. C. Catch, der von Dieter Bohlen geschrieben, getextet und produziert wurde. Er wurde 1986 bei Hansa Records auf dem Album Catch the Catch veröffentlicht.

## Entstehung und Veröffentlichung
Der Song war als Maxi-Version auf dem Debütalbum Catch the Catch in einer Version von 4:33 Minuten enthalten. Zudem war der Titel auf zahlreichen Kompilationen vertreten, auch auf dem Album Classics von 1989. Die Originalversion dauert 3:50 Minuten.
Obwohl der Song von C. C. Catch nie als Single veröffentlicht wurde, trug sie ihn auf unzähligen Konzerten und im TV vor.

## Coverversionen
Bereits im März 1986 erschien eine deutschsprachige Coverversion von Mary Roos, Bleib’ wie du bist, ebenfalls von Dieter Bohlen produziert, als Single, die sich allerdings nicht in den Charts platzieren konnte. Roos hatte zuvor bereits die deutsche Version der Debütsingle I Can Lose My Heart Tonight veröffentlicht. Der Song wurde in der englischen Version ebenfalls 1986 von Bohlens Neuentdeckung Sabine Lürenbaum unter dem Pseudonym Secret Star veröffentlicht.